# Ekonomiczna analiza prawa
Ekonomiczna analiza prawa (ang. Law and economics) – dyscyplina znajdująca się między ekonomią a naukami prawnymi. Zajmuje się badaniem prawa korzystając z metod nauk ekonomicznych. Dyscyplina ta kładzie szczególny nacisk na badanie efektywności regulacji prawnych.

## Historia
Już we wczesnych latach XVIII wieku Adam Smith omawiał ekonomiczne efekty ustroju merkantylnego. Jednak, stosowanie zasad ekonomii do analizy prawa regulującego działalność pozarynkową jest stosunkowo nowym zjawiskiem. Prawo europejskie oraz ruch ekonomiczny w latach 1900. nie miały trwałego wpływu. W roku 1961, Ronald Coase oraz Guido Calabresi niezależnie od siebie opublikowali dwa przełomowe artykuły: „The Problem of Social Cost” i „Some Thoughts on Risk Distribution and the Law of Torts”. Są to punkty bazowe dla współczesnej szkoły prawa i ekonomii.
Harold Luhnow, dyrektor fundacji William Volker Fund sfinansował przybycie Friedricha von Hayka oraz Aarona Directora na University of Chicago w roku 1946 w celu utworzenia nowej jednostki dla uczonych w zakresie prawa i ekonomii. Uniwersytet kierowany był przez Roberta Maynarda Hutchinsa, bliskiego współpracownika Luhnowa przy ustanawianiu szkoły chicagowskiej, zatrudniał już Franka Knighta, George’a Stiglera, Henry’ego Simonsa oraz Ronalda Coase – mocną bazę libertarianów. Wkrótce miał dołączyć nie tylko Hayek, lecz także szwagier Directora oraz przyjaciel Stiglera, Milton Friedman, a także Robert Fogel, Robert Lucas, Eugene Fama, Richard Posner oraz Gary Becker.
Historycy, Robert van Horn oraz Phillip Mirowski opisali ten postęp w rozdziale 'The Rise of the Chicago School of Economics’ w 'The Road from Mont Pelerin (2009)'. Historyk Bruce Caldwell (wielbiciel von Hayka) opisał więcej szczegółów tego wydarzenia w rozdziale 'The Chicago School, Hayek, and Neoliberalism’ w „Building Chicago Economics (2011). Van Horn (krytyk Hayka) zamieścił jeszcze więcej szczegółów tej historii w artykule 'Seattle University Law Review’ („Chicago’s Shifting Attitude Toward Concentration of Business Power [1934-1962]”) wyjaśniając jak wpływ Luhnowa i innych fundatorów odwiódł Chicago School od powszechnego wsparcia dla działań antymonopolowych. Van Horn argumentuje, że akceptacja monopolu oraz kontroli przez koncerny oligopolowe miała swój początek w salach posiedzeń korporacji Stanów Zjednoczonych.
W roku 1958 Director założył The Journal of Law and Economics, który edytował wraz z laureatem Nobla Ronaldem Coasem. Pomógł w ten sposób ujednolicić dziedziny prawa oraz ekonomii z daleko idącym skutkiem. W roku 1962, przyczynił się do założenia Komitetu Wolnej Społeczności. Wizyta Directora w Wydziale Prawa Uniwersytetu Chicago w roku 1946 rozpoczęła półwiecze intelektualnej produktywności, aczkolwiek jego niechęć do publikacji wstrzymała kilka pism. Nauczał prawa antymonopolowego razem z Edwardem Levi, przyszłym dziekanem Wydziału Prawa, rektorem Uniwersytetu w Chicago, oraz Prokuratorem Generalnym w administracji Forda. Po przejściu na emeryturę w roku 1965, Director przeprowadził się do Kalifornii gdzie otrzymał posadę w Stanford University’s Hoover Institution. Zmarł 11 września 2004 roku w swoim domu w Los Altos Hills w Kalifornii, 10 dni przed swoimi 103 urodzinami.
We wczesnych latach siedemdziesiątych, Henry Manne (dawny student Coase’a) zdecydował się zbudować jednostkę nauczania prawa i ekonomii na George Mason University. Wkrótce miał się on stać centrum edukacji dla przyszłych sędziów. Manne zyskał poparcie od John M. Olin Foundation, które znacznie przyspieszyło prace. Obecnie, centrum prawa i ekonomii Olin znajduje się na wielu uniwersytetach.

## Podstawowe problemy
Ekonomiczna analiza prawa korzystając z narzędzi nauk ekonomicznych stara się wskazać kierunki działalności państwa na obszarze prawodawstwa. Stwarza to niebezpieczeństwo, że cele działalności państwa zostaną podporządkowane zasadom ekonomicznej użyteczności. Krytyka, z jaką spotyka się ekonomiczna analiza prawa, wynika również z trudności metodologicznych, czyli stosowania metod ilościowych (ekonomia) do klasycznej nauki społecznej (prawo). Tak więc wątpliwości wynikają z faktu interdyscyplinarności, a nie przyjętego obszaru badawczego.

## Cele ekonomicznej analizy prawa
Ekonomiczną analizę prawa, podobnie jak to jest w przypadku ekonomii, można podzielić na pozytywną i normatywną.

### Pozytywna ekonomiczna analiza prawa
Pozytywna ekonomiczna analiza prawa zajmuje się przewidywaniem efektów regulacji dla funkcjonowania gospodarki. Poprzez szczegółowe analizy i interpretacje wysuwa wnioski, czy przyjęte regulacje są efektywne pod względem ekonomicznym. Dorobek ekonomicznej analizy prawa jest wykorzystywany do badania, za pomocą metod ekonomicznych, skutków rozwiązań prawnych przed wprowadzeniem regulacji, tj. ex ante oraz po wprowadzeniu regulacji, tj. ex post (okresowy przegląd regulacji – OSR).

### Normatywna ekonomiczna analiza prawa
Normatywna ekonomiczna analiza prawa idzie krok dalej, dostarczając zaleceń i rekomendacji bazując na zasadach płynących z ekonomii, dla prowadzonych działań w prawodawstwie. Wysuwając propozycje zmian, oddziałuje na państwo do tworzenia prawa, które byłoby bardziej korzystne dla podmiotów życia społecznego.
Kluczowym pojęciem dla normatywnej ekonomicznej analizy prawa jest efektywność, w szczególności efektywność alokacyjna. W ekonomicznej analizie prawa pojęcie alokacji dóbr zostało zdefiniowane między innymi przez Pareto i Kaldora-Hicksa.

## Dwa nurty ekonomicznej analizy prawa
Wyróżnia się starą i nową ekonomiczną analizę prawa. Stary nurt tej dyscypliny bada ustawodawstwo bezpośrednio odnoszące się do gospodarki i rynku, a przedmiotem jej szczególnego zainteresowania jest prawo konkurencji, prawo pracy oraz prawo podatkowe. Nowa ekonomiczna analiza prawa zajmuje się całością systemu prawnego, procedurami prawa cywilnego, karnego i administracyjnego. Za jej początek uważa się zastosowanie teorematu Coase’a do badania amerykańskiego prawa deliktów (law of torts) w 1960 roku.

## Ważniejsze szkoły nowej ekonomicznej analizy prawa
Od połowy XX wieku można zauważyć duże zainteresowanie środowiska naukowego zależnościami pomiędzy prawem a gospodarką i myślą ekonomiczną. Do najbardziej znanych przedstawicieli ekonomicznej analizy prawa zalicza się przedstawicieli szkoły chicagowskiej Coase’a (ekonomista piszący o kosztach społecznych), Posnera (ekonomiczna analiza prawa karnego) i Beckera (nowe gałęzie prawa). Oprócz szkoły chicagowskiej ważne znaczenie ma przedstawiciel szkoły New Haven Guido Calabresiego (konstrukcje odpowiedzialności cywilnej oraz rozkład ryzyka).

## Ekonomiczna analiza prawa na polskich uczelniach
W 2010 roku uruchomiono pierwszy w Polsce kierunek Ekonomiczna analiza prawa w Szkole Głównej Handlowej w Warszawie. Ekonomiczna analiza prawa stała się również przedmiotem fakultatywnym wykładanym m.in. na Uniwersytecie Adama Mickiewicza w Poznaniu, Akademii Leona Koźmińskiego, Uniwersytecie Warszawskim, Uniwersytecie Jagiellońskim, Uniwersytecie Mikołaja Kopernika w Toruniu oraz obowiązkowym na jednym z kierunków na Uniwersytecie Ekonomicznym w Katowicach.

## Polskie Stowarzyszenie Ekonomicznej Analizy Prawa
Powstałe w 2005 roku w Warszawie Polskie Stowarzyszenie Ekonomicznej Analizy Prawa (PSEAP) skupia polskie środowisko naukowe zajmujące się ekonomiczną analizą prawa. Celem stowarzyszenia jest promowanie tej dziedziny w Polsce, między innymi przez organizowanie seminariów i konferencji oraz gromadzenie i upowszechnianie wiedzy z tego zakresu. Od 2010 roku Stowarzyszenie organizuje międzynarodową konferencję Polish Law & Economics Conference, która jest najważniejszym wydarzeniem w swojej dziedzinie w Polsce.